# Victor Costello
Victor Carton Patrick Costello (Dublino, 23 ottobre 1970) è un ex rugbista a 15 e pesista irlandese, che ha rappresentato l'Irlanda a livello internazionale nell'atletica ai Giochi Olimpici di Barcellona nel 1992 e nel rugby a 15 dal 1996 al 2004 prendendo parte alla Coppa del Mondo di rugby 2003 in Australia; dopo la fine dell'attività sportiva è divenuto pilota aeronautico civile e commentatore sportivo televisivo.

## Biografia
Nato in un sobborgo di Dublino e figlio di un rugbista internazionale irlandese, Paddy, che vestì la maglia verde nel 1960, Costello portò avanti in parallelo l'attività di rugbista a quella di pesista: nel 1992 ai Giochi olimpici di Barcellona fu ventiduesimo nella gara maschile individuale di getto del peso; tornato in Irlanda e volendo dedicarsi a tempo pieno al rugby, si trovò di fatto impossibilitato a sviluppare una carriera nel ruolo di terza linea ala o centro nella provincia di Leinster cui apparteneva per via dell'abbondanza di giocatori in tale ruolo; decise quindi di rivolgersi alla provincia di Connacht dove fu ingaggiato a partire dalla stagione 1993-94.
Con l'arrivo del professionismo, nel 1995, Costello tornò a Leinster e con esso debuttò in Heineken Cup.
Nel 1996 ebbe una breve esperienza in Inghilterra ai London Irish ed esordì con la Nazionale irlandese ad Atlanta durante i test match di metà anno, contro gli Stati Uniti; la prima parte del suo percorso internazionale si interruppe prima della Coppa del Mondo di rugby 1999, cui non prese parte, per poi riprendere quasi tre anni dopo, nel 2002; nel frattempo aveva debuttato con la provincia di Leinster nella neonata Celtic League vincendone la prima edizione.
Fu quindi selezionato per la Coppa del Mondo di rugby 2003 in cui disputò tre incontri e, nell'incontro di chiusura del Sei Nazioni 2004 contro la Scozia a Dublino, terminò la sua carriera internazionale.
Nel 2005 giunse, infine, il ritiro definitivo dall'attività agonistica.
Dopo la fine della carriera sportiva Costello conseguì la licenza di pilota di linea e fu ingaggiato dal vettore irlandese Ryanair, con base all'aeroporto britannico di Stansted; occasionalmente è anche commentatore televisivo degli eventi sportivi di rugby.

## Palmarès
- Celtic League: 1
Leinster: 2001-02